# Kristian Gløersen
Ole Kristian Gløersen (7. april 1838 i Kristiania – 26. oktober 1916 sammesteds) var en norsk forfatter.
Gløersen blev student 1858, cand. theol. 1865 og arbejdede en
årrække som skolelærer. Hans første Bog
»Sigurd« udkom i 1879 og skildrede en ung
Mands Kamp mod religiøst Trangsyn. Bogen er
et interessant Tidsdokument og virker mere
ved Ægtheden i Følelsen end ved kunstneriske
Egenskaber. Ogsaa i sit senere Forfatterskab
stillede G. sig i en frisindet Opposition til
gældende Meninger, han blev af Forargelsen
tvunget bort fra Skolegerningen; efter Fortællingen
»En Fremmed« skrev han »Laura« (1883), som
behandlede Kønsspørgsmaalet paa en Maade,
som Tiden fandt dristig. G. blev hurtig
overfløjet, baade i Radikalisme og Talent af den
samtidige norske Realisme, skønt Fortællingen
»Dagligdags« (1886) viste kunstneriske
Fremskridt. I senere Aar gjorde G. sig særlig
bemærket med friske og stemningsfulde Jagt- og
Naturskildringer.